# Jessica Horn
Jessica Horn (1979) es una activista feminista, escritora y poetisa de raíces ugandesas. Ha vivido entre otros países en Sierra Leona, Islas Fiji, Reino Unido y Estados Unidos.  Con formación académica en antropología médica, ha trabajado durante varias décadas como consultora especializada en financiación y desarrollo de proyectos sobre derechos de las mujeres en iniciativas sobre salud y derechos sexuales, violencia contra las mujeres, apoyo a mujeres con SIDA y defensa de los derechos de las mujeres en posconflicto y reconstrucción de la paz entre otras. Es una de las fundadoras e impulsoras del Foro Feminista Africano creado en 2006. En 2012 fue destacada por la revista ARISE  como una mujer africana creadora de cambios. De 2015 a 2020 trabajó como directora de programas del Fondo Africano para el Desarrollo de las Mujeres.

## Biografía
Horn nació en Inglaterra de madre ugandesa y padre estadounidense y creció en Lesotho y Fiji. Su padre es un pionero del teatro para el desarrollo y su abuelo materno, el diplomático Timothy Bazarrabusa, el primer Alto Comisionado de Uganda en el Reino Unido, que luchó por la independencia del país, formó parte de la escritura de la historia de Uganda a través del desarrollo de la constitución, además de escritor de novela y poesía en idioma Rutoro, explica Jessica al hablar de su historia. 
«Tengo ascendencia en el oeste de Uganda y Nueva York, y experiencias de la infancia en los campus universitarios de Lesotho, un centro neurálgico para la organización contra el apartheid, y las Islas Fiji, donde viví dos golpes militares. Aprendo idiomas rápido, lo que ayuda ya que he vivido en 4 continentes y he viajado a 56 países. Mi praxis está informada por el pluriverso.»
Estudió el bachillerato internacional en Estados Unidos, en el Armand Hammer United World College of the American West. Obtuvo una licenciatura en antropología en el Smith College en 2001 y una maestría en género y desarrollo en la Escuela de Economía de Londres en 2002.
Especializada en derechos de las mujeres, empezó a trabajar en la organización RAINBO, como coordinadora de Amanitare, la primera red feminista regional africana sobre salud, derechos sexuales y reproductivos. Posteriormente, gestionó la financiación de los programas sobre derechos de las mujeres y de las minorías en Sigrid Rausing Trust, uno de los mayores financiadores privados de políticas sobre derechos humanos de Europa. Más tarde fundó Akiiki Consulting, una consultora especializada en derechos de las mujeres, salud y cambio social donde ha trabajado con programas de financiación sobre derechos humanos, instituciones políticas y organizaciones activistas. Entre las organizaciones para las que ha trabajado están la Fundación Stephen Lewis, el Comité Internacional de Rescate, Action Aid, la Asociación para los Derechos de la Mujer en el Desarrollo, Fundación Ford de África Oriental y las Naciones Unidas.  incluyó numerosos viajes y trabajo en países africanos afectados por conflictos. De 2015 a 2020 trabajó como directora de programas del Fondo Africano para el Desarrollo de las Mujeres.
Como investigadora Horn recibió una beca de salud y derechos reproductivos de la Fundación Soros en 2003 y realizó una investigación sobre las respuestas feministas a la mutilación genital femenina en Egipto. Escribió dos monografías sobre el impacto del fundamentalismo cristiano en los derechos de las mujeres en África para la iniciativa Desafiando los fundamentalismos religiosos de la Asociación para los derechos de las mujeres en el desarrollo (AWID). También es la autora principal del documento sobre género y movimientos sociales producido por BRIDGE en el Instituto de Estudios del Desarrollo de la Universidad de Sussex en 2013.
Horn se ha desempeñado como asesora de iniciativas filantrópicas y de derechos de las mujeres, incluidas Mama Cash, Urgent Action Fund-Africa, Comic Relief, el Kings College Conflict, Security & Development Group Knowledge Building and Mentoring Program, y la revista Development . 
Sus trabajos han sido publicados por periódicos especializados como The Lancet y Feminist Africa, y medios de comunicación como Al Jazeera, OpenDemocracy y The Feminist Wire. Fue cofundadora del espacio "Nuestra África" en openDemocracy 5050 de 2011 a 2015. 
Comprometida con el activismo feminista es miembro fundadora del Foro Feminista Africano .

## Poesía
Como poeta activista, Horn ha utilizado la poesía como medio para denunciar los abusos de los derechos humanos y explorar el concepto de amor revolucionario, incluso a través de la plataforma de poesía The Love Mic.
Ganó el premio de poesía IRN FannyAnn Eddy en 2009 por su poema "Han matado a Sizakele" y el premio de poesía Sojourner juzgado por June Jordan en 2001 por su poema "Dis UN: For Rwanda". Su poema en prosa "Dreamings" se presentó en la exposición en línea del Museo Internacional de Mujeres Imagining Ourselves . 
También es autora de una colección, Speaking in Tongues (Mouthmark, 2006), que se incluye en la recopilación del Libro de poesía de Mouthmark junto con el trabajo de Warsan Shire, Malika Booker e Inua Ellams . Su trabajo ha aparecido en la plataforma de poesía panafricana Badilisha Poetry Radio .

## Publicaciones

### Investigación y análisis
- Michau, Lori, Jessica Horn, Amy Bank, Mallika Dutt y Cathy Zimmerman. 2014. "Prevención de la violencia contra las mujeres y las niñas: lecciones de la práctica", (en) The Lancet .
- Horn, Jessica. 2013. Género y movimientos sociales:  vanguardia Archivado el 7 de noviembre de 2018 en Wayback Machine., BRIDGE/Instituto de Estudios del Desarrollo, Universidad de Sussex.
- Horn, Jessica. 2012. No tan simple como ABC: fundamentalismos cristianos y respuestas al VIH/SIDA en África  (en)  Toronto: Asociación para los Derechos de la Mujer en el Desarrollo.
- Horn, Jessica y Bisi Adeleye-Fayemi (eds). 2009. Voz, poder y alma: retratos de feministas africanas. Ghana: AWDF. ISBN 9789988125127[21]
- Horn, Jessica. 2009. "A través del espejo: Proceso y poder dentro de los movimientos feministas" (en)  en Desarrollo, Vol 52.2, Poder, Movimientos, Cambio. Londres: Sage Publishers, Sociedad para el Desarrollo Internacional.[22]
- Horn, Jessica. 2006. "Re-enderezar el cuerpo sexual" Archivado el 12 de mayo de 2016 en Wayback Machine., en Feminist Africa . Ciudad del Cabo: Instituto Africano de Género.
- Horn, Jessica. 2005. "No 'cultura' sino género: reconceptualización de la mutilación/corte genital femenino", en Donde comienzan los derechos humanos: salud, sexualidad y mujeres diez años después de Viena, El Cairo y Beijing. Chavkin, Wendy y Chesler, Ellen (eds). Nueva Jersey: Prensa de la Universidad de Rutgers.ISBN 9780813536576

### Colecciones de poesía
- Speaking in Tongues. Flipped Eye Publishing Limited. 2006. ISBN 9781905233113.
- "Speaking in Tongues" in The Mouthmark Book of Poetry, Flipped Eye Publishing Limited, 2013. ISBN 9781905233151.

### Poemas
- "A night in Zanzibar", in Sylvia Tamale, ed. (2011). African sexualities: A reader. Fahamu/Pambazuka. ISBN 9780857490162.* "Uganda haikus (sunrise to 9pm)" Archivado el 16 de diciembre de 2021 en Wayback Machine.
- "Sista, why do you run?"
- "Ye ye o (between a dancer and a drummer)"
- "epidermal offerings" and "salt" Archivado el 4 de marzo de 2016 en Wayback Machine.

## Premios
- 2009 Ganadora IRN FannyAnn Eddy Poetry Award
- 2001 Ganadora del Premio de Poesía Sojourner